# Juzennecourt
Juzennecourt is een gemeente in het Franse departement Haute-Marne (regio Grand Est) en telt 177 inwoners (1999). De plaats maakt deel uit van het arrondissement Chaumont.

## Geografie
De oppervlakte van Juzennecourt bedraagt 12,3 km², de bevolkingsdichtheid is 14,4 inwoners per km².
De onderstaande kaart toont de ligging van Juzennecourt met de belangrijkste infrastructuur en aangrenzende gemeenten.

## Demografie
Onderstaande figuur toont het verloop van het inwonertal (bron: INSEE-tellingen).